# Public domain

Public domain-markeringar kan åtföljas av texten "No rights reserved" ('inga rättigheter reserverade'). Detta står i kontrast till copyright-formuleringen "All rights reserved" ('samtliga rättigheter reserverade').

Public domain (ofta förkortat PD) är ett juridiskt begrepp inom immaterialrätten (upphovsrättslag och patentlag) i USA. Det motsvaras bäst av de svenska uttrycken allmän egendom och fri användning. Ibland förekommer benämningen "kulturella allmänningen".

## Innebörd
Public domain innebär att ett verk (en text, bild, ljud, film, programvara) ägs av alla, det vill säga i praktiken av ingen. Det får därmed fritt användas och förändras av vem som helst för vilket ändamål som helst, utan att användaren ens uppger vem som ursprungligen skapat verket. När ett verks skyddstid utgått sägs det vara ”public domain”. Det kan även bli ”public domain” omedelbart när det publiceras, genom att upphovsrättsinnehavaren bestämmer det.
Vissa typers dokument är fria från upphovsrätt genom lag. Till exempel är de flesta texter och bilder som skapats av federala myndigheter i USA, åtminstone vid användning av landets medborgare.
Vissa kategorier av verk blir i USA automatiskt PD, eftersom de inte anses uppnå verkshöjd. Detta gäller bland annat titlar, namn, korta fraser och slagord, allmänna symboler och tal. Dessutom räknas här även in idéer, fakta, processer, och system. Vissa idéer eller symboler kan dock vara föremål för patent, varumärkesskydd eller handelssekretess som begränsar den fria användningen.

## Europeiska motsvarigheter
De flesta länder i Europa har ingen juridisk motsvarighet till amerikanska "public domain". Detta beror bland annat på att upphovsrättens ideella rättigheter (till exempel rätten att erkännas som verkets upphovsman och rätten att protestera mot vandalisering av verket) aldrig kan fråntas upphovsmannen så länge verket omfattas av upphovsrättslagens skyddstid (50 år från skapelseåret eller 70 år efter upphovsmannens död, beroende på typ av verk). Upphovsmannen kan visserligen skriftligen lova avstå från att utnyttja sina ideella rättigheter, men kan aldrig avsäga sig dem.
Detta innebär dock inte att det inte finns "fria" verk bland sådant som nyproducerats i Europa. Däremot åtföljs publicering av sådana verk ofta av vissa krav, till exempel kravet att en fotografs namn skall anges eller att en bild inte får användas i reklam. Detta gäller även i Storbritannien, där man visserligen har uttrycket ”public domain”, men där det nästan uteslutande avser verk vars skyddstid gått ut.
Även när ett verks skyddstid gått ut är det numera praxis i Europa att ange upphovsmannen, om denne är känd.[källa behövs]
Huvudorsaken till skillnaderna mellan amerikansk och europeisk rätt i detta avseende är att amerikansk/brittisk upphovsrättslagstiftning historiskt har utgått från renodlat ekonomiska målsättningar, med avsikten att skydda ägarens möjlighet att tjäna pengar på verket. Den europeiska lagstiftningen, baserad på Bernkonventionen, försöker dock även skydda skaparens/upphovsmannens ära och anseende, inte sällan gentemot verkets ägare (till exempel skaparens arbetsgivare). USA skrev visserligen under Bernkonventionen 1988, men upphovsmannens ideella rättigheter är fortfarande mycket dåligt definierade i amerikansk upphovsrättslagstiftning.
I Italien är det otillåtet att utan tillstånd använda verk där upphovsrätten gått ut om originalverket ägs av en offentlig inrättning.

## Källhänvisningar
1. ↑  Alexanderson, Kristina. ”Vad är skillnaden mellan CC0 och Public Domain Mark? | Creative Commons Sverige”. creativecommons.se. Arkiverad från originalet den 1 september 2019. https://web.archive.org/web/20190901004750/http://www.creativecommons.se/2010/12/10/vad-ar-skillnaden-mellan-cc0-och-public-domain-mark/. Läst 1 september 2019.
2. 1 2 3 4  "Public Domain Frequently Asked Questions". Arkiverad 15 mars 2015 hämtat från the Wayback Machine. teachingcopyright.org. Läst 14 mars 2015. (engelska)
3. ↑  Angela Giuffrida. ”Uffizi Galleries sue Jean Paul Gaultier over use of Botticelli images”. Arkiverad från originalet den 13 oktober 2022. https://web.archive.org/web/20221013080001/https://www.theguardian.com/world/2022/oct/10/uffizi-galleries-sue-jean-paul-gaultier-over-use-of-botticelli-images. Läst 13 oktober 2022. theguardian.com, 10 oktober 2022.